# 弗龙特纳尔
弗龙特纳尔（法語：Frontenard，法語發音：[fʁɔ̃tnaʁ]）是法国索恩-卢瓦尔省的一个市镇，属于卢昂区。

## 地理
弗龙特纳尔（46°54'46"N, 5°9'27"E）面积12.31 平方千米，位于法国勃艮第-弗朗什-孔泰大區索恩-卢瓦尔省，该省份为法国中部省份，北起顺时针与科多尔省、汝拉省、安省、罗讷省、卢瓦尔省、阿列省和涅夫勒省接壤。
与弗龙特纳尔接壤的市镇（或旧市镇、城区）包括：纳维利、沙雷特-瓦雷讷、蓬图、布雷斯地区圣博内、图特南。

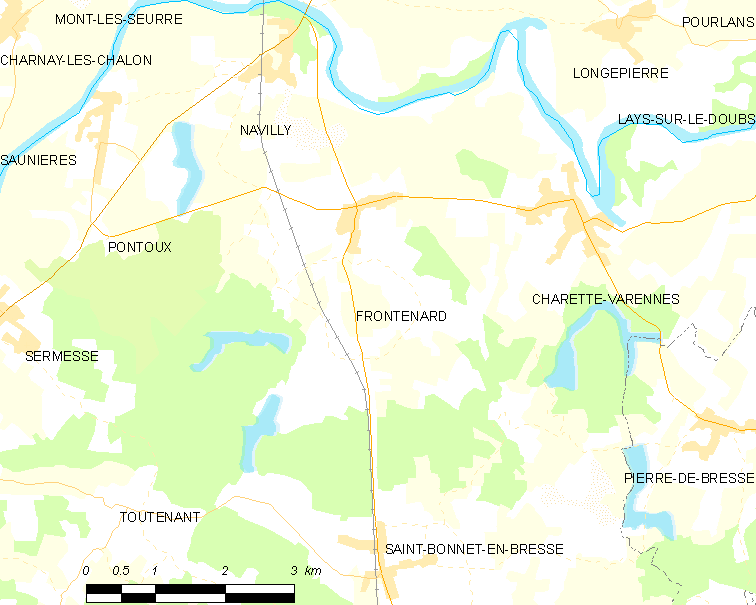
弗龙特纳尔的OSM定位图

弗龙特纳尔的时区为UTC+01:00、UTC+02:00（夏令时）。

## 行政
弗龙特纳尔的邮政编码为71270，INSEE市镇编码为71208。

## 政治
弗龙特纳尔所属的省级选区为皮埃尔德布雷斯县。

## 人口

1962-2008年间弗龙特纳尔人口变化图示

弗龙特纳尔于2022年1月1日时的人口数量为204人。